# 黑三角幽浮

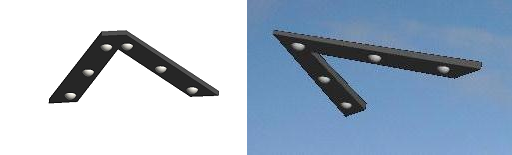
鳳凰城光點不明飛行物示意圖。

黑三角幽浮是一種不明飛行物具有三角形形狀且外觀顏色深，通常在夜間被觀察到，外觀巨大、安靜、懸停、移動緩慢，並顯示可關閉的脈動彩色燈光。
英國國防部的一份解密報告針對英國防空區內的不明空中現象（UAP），代號為“Condign計畫”，其中包括對黑三角幽浮目擊事件的分析。報告中指出，“迄今為止無法解釋的大多數（如果不是全部的話）報告很可能是由於大氣中帶電的浮力等離子體所致”，這些等離子體“能夠在電荷的影響和平衡下以極快的速度移動」。該報告還指出，「至少部分」黑色三角形的觀測結果可能是由流星進入大氣層引起的。
關於黑三角幽浮，報告還指出：「偶爾…似乎某些鬆散帶電浮力物體之間存在著一個特性尚未確定的場，因此，根據觀察的角度，介於中間的它們之間的空間形成一個區域（通常是三角形，至少長數百英尺），光不會從該區域被反射出來 。該報告還推測，假設的等離子體形成透過其“磁場、電場或電磁場”，有可能給觀察者帶來生動的、但錯誤的感知 。
Condign計畫的報告沒有經過同行評審，一些作者對其科學真實性表示懷疑。